# Thandiwe Newton
Pour les articles homonymes, voir Newton.
Melanie Thandiwe Newton, dite Thandiwe Newton [tænˈdiːweɪ] ou anciennement Thandie Newton, est une actrice britannique, née le 6 novembre 1972 à Londres (Angleterre).
Menant de front une carrière entre le cinéma britannique et le cinéma américain, elle est révélée au grand public dans le blockbuster d'action Mission impossible 2 (2000).
Elle reçoit d'excellentes critiques pour son interprétation dans le drame Collision (2004), qui lui vaut l'Empire Award de la meilleure actrice, ainsi que le BAFTA Award de la meilleure actrice dans un rôle secondaire et le London Critics' Circle Film Awards. Elle joue également dans la comédie dramatique à succès, À la recherche du bonheur (2006).
Entre 2003 et 2005, elle joue dans la célèbre série médicale Urgences.
Durant la décennie suivante, elle participe au drame romantique plébiscité Les Couleurs du destin. Mais c’est son retour télévisuel, à partir de 2016, qui lui permet de recevoir les éloges, grâce à son interprétation convaincante de Maeve Millay, une gynoïde, dans la série de science-fiction Westworld. Elle remporte le Critics' Choice Television Awards de la meilleure actrice dans un second rôle dans une série télévisée dramatique et elle est nommée, notamment aux Golden Globes et aux Screen Actors Guild Awards.
Également détentrice du Primetime Emmy Award de la meilleure actrice dans un second rôle dans une série télévisée dramatique, elle profite du succès de la série pour faire son retour sur grand écran en étant à l’affiche de longs métrages tels que Gringo, Ma vie avec John F. Donovan et Solo: A Star Wars Story.

## Biographie

### Jeunesse et formation
Melanie Thandiwe Newton, née le 6 novembre 1972 à Londres en Angleterre, est la fille d'un technicien anglais, Nick Newton, et d'une Zimbabwéenne, Nyasha, qui, selon sa fille, serait une princesse Shona,. Dans certaines biographies, son lieu de naissance est signalé de manière incorrecte comme la Zambie. Mais elle a confirmé lors de plusieurs interviews qu'elle était née à Londres. Le nom Thandiwe signifie « bien-aimé » et se prononce « Thandie » [ˈtændi] en anglais,.
Elle passe ses premières années au Zimbabwe, mais doit le quitter dès l'âge de quatre ans en raison de l’insécurité due aux troubles politiques. Elle grandit en Angleterre et développe à la London Art Educational School ses talents en danse et s'essaye à la comédie. Une blessure l'oblige à arrêter la danse et elle se concentre alors sur la comédie.

## Carrière

### Débuts d'actrice
En 1991, Thandiwe Newton décroche son premier rôle dans le drame salué par la critique Flirting avec Nicole Kidman. Elle déménage ensuite à Los Angeles, en Californie, pour se consacrer à sa carrière et suivre son petit ami de l'époque, le réalisateur australien John Duigan, avec qui elle entame une relation de six ans.
À cause de son accent britannique, elle peine à trouver des rôles et elle retourne alors en Grande-Bretagne, à l'Université de Cambridge. Elle obtient un diplôme en anthropologie. Entre ses semestres, elle continue à faire le tour des castings.
En 1994, elle joue dans le film fantastique Entretien avec un vampire avec Brad Pitt et Tom Cruise, qui rencontre un grand succès. L'année d'après, elle joue dans la comédie dramatique franco-américaine Jefferson à Paris, présentée en sélection officielle au Festival de Cannes 1995.
En 1996, elle seconde Jon Bon Jovi et Lambert Wilson dans le thriller indépendant The Leading Man. En 1997, elle joue le premier rôle féminin de l'avant-dernier film de Tupac Shakur, la comédie dramatique Gridlock'd.
Elle est ensuite révélée par deux drames, en 1998, - l'intimiste Shandurai, écrit et réalisé par Bernardo Bertolucci, et le plus classique Beloved, porté par Danny Glover et Oprah Winfrey, grâce auxquels elle est choisie pour des projets plus commerciaux.

### Révélation et confirmation difficile

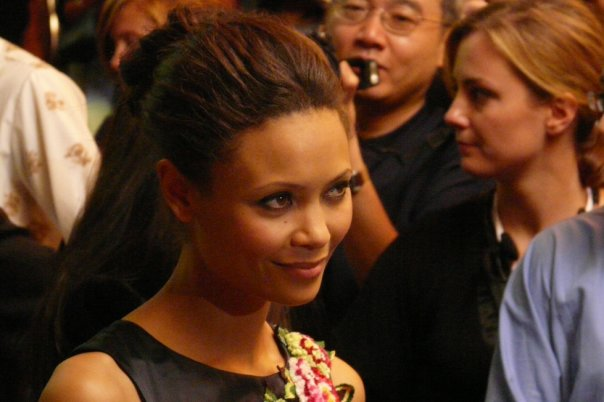
Lors de l'avant première de RocknRolla, au Festival international du film de Toronto 2008.

En 2000, Thandiwe Newton joue la protagoniste féminine du blockbuster Mission impossible 2, face à Tom Cruise, et en 2002, elle partage l'affiche du thriller d'action La Vérité sur Charlie avec Mark Wahlberg. En dépit de critiques mitigées pour ses deux longs métrages, le film de John Woo est un réel succès au box office. L'interprétation de l'actrice n'est pas non plus remise en cause, elle se distingue en recevant des nominations lors de cérémonies de remises de prix. Par les britanniques Empire Awards, les afro-américaines Image Awards, et Black Reel Awards ainsi que la populaire Blockbuster Entertainment Awards.
En 2003, l'actrice fait partie de la distribution chorale du thriller Les Maîtres du jeu. Elle accepte aussi un rôle récurrent dans la série médicale à succès Urgences. Elle y incarne le Dr Makemba "Kem" Likasu, l'épouse du Dr John Carter. Elle défend ce personnage durant 13 épisodes, jusqu'en 2005.
L'année 2004 lui permet néanmoins de renouer avec la critique : si la suite de la franchise de science-fiction portée par Vin Diesel, Les Chroniques de Riddick, passe inaperçue, le drame choral Collision, écrit et réalisé par Paul Haggis est acclamé par la critique et reçoit de multiples récompenses. L'actrice elle-même remporte, entre autres, le BAFTA de la meilleure actrice dans un second rôle.
Il faut cependant attendre 2006 pour revoir l'actrice au cinéma : elle joue le rôle de la mère absente dans le mélodrame À la recherche du bonheur, un grand succès populaire portée par l'interprétation de la star Will Smith. L'actrice poursuit face à une autre star afro-américaine, Eddie Murphy, qui lui donne le rôle de sa prétendante dans sa comédie potache Norbit. Le film est laminé par la critique en 2007. La même année, l'actrice retourne en Angleterre.
Elle partage l'affiche de la comédie Cours toujours Dennis, portée par la révélation comique Simon Pegg, puis elle rejoint la distribution du thriller choral RocknRolla, réalisé par son compatriote Guy Ritchie. Le film sort en 2008, soit la même année que son retour au premier plan : elle prête ses traits à Condoleezza Rice dans la satire W. : L'Improbable Président, d'Oliver Stone. Le film est tièdement accueilli la critique et réalise des scores décevants au box office.
L'année suivante, l'actrice est néanmoins dans un succès commercial : le blockbuster 2012, de Roland Emmerich, où elle fait partie d'une distribution comportant notamment John Cusack, Amanda Peet et Chiwetel Ejiofor. Elle accepte ensuite, de revenir une dernière fois dans Urgences, pour le dernier épisode de la série.

### Séries télévisées et regain critique

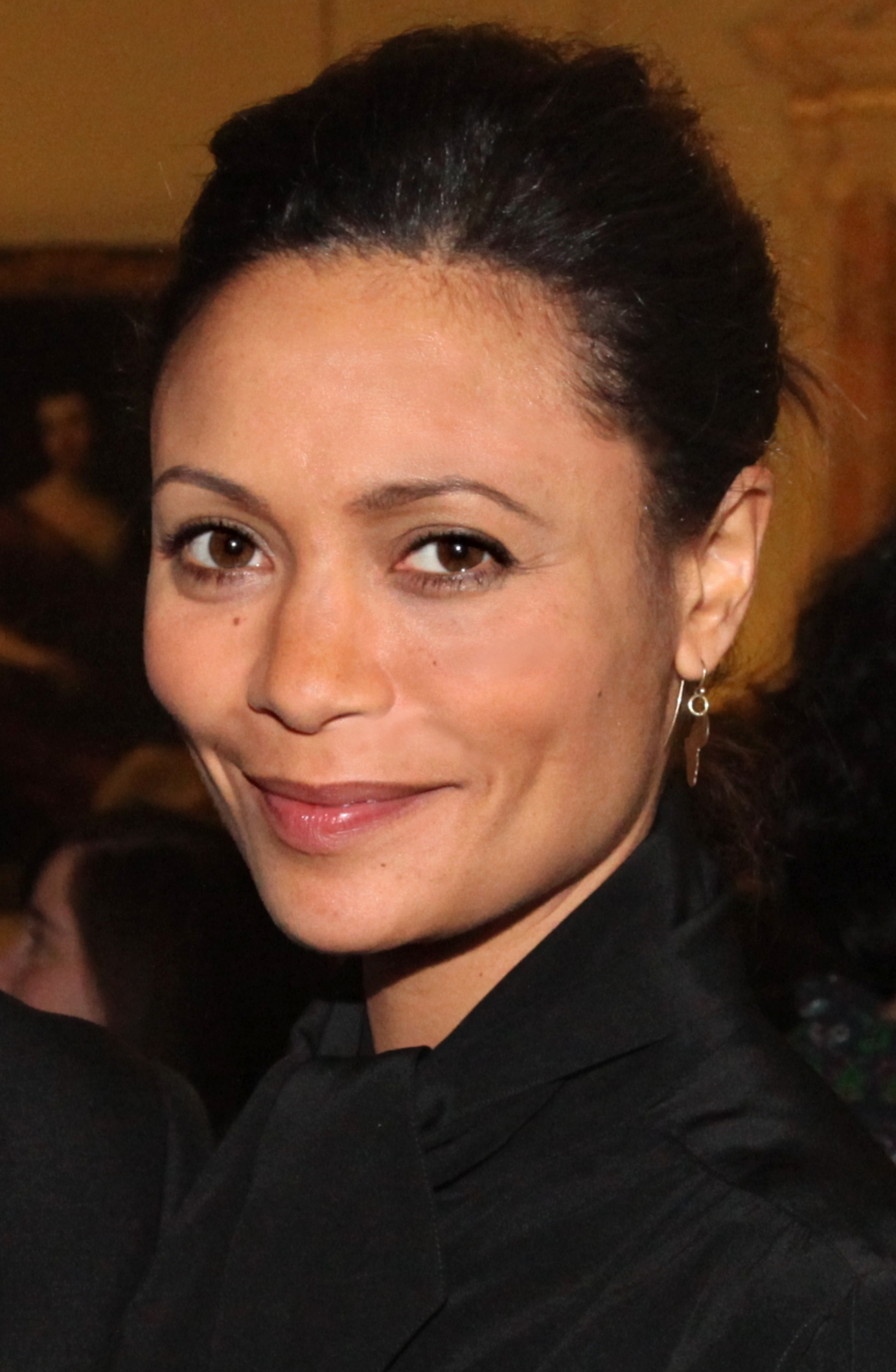
En visite au 10 Downing Street, en 2010.

Thandiwe Newton débute les années 2010 au sein de la distribution d'actrices afro-américaines réunies par Tyler Perry pour le mélodrame Les Couleurs du destin. L'œuvre est encensée par la critique et récompensée.
L'année 2011 est, quant à elle, marquée par trois projets qui passent inaperçus : la tentative de retour au premier plan, d'Hayden Christensen avec le thriller L'Empire des ombres de Brad Anderson - une comédie décalée - Huge -, et enfin le thriller Retreat, aux côtés de Cillian Murphy et Jamie Bell, qui a le mérite de recevoir des critiques positives, saluant une bonne surprise.
En 2012, elle tient le premier rôle féminin de la comédie romantique Good Deeds, écrite, réalisée et interprétée par Tyler Perry. La même année, elle accepte le premier rôle d'une série télévisée d'espionnage, Rogue, qui est lancée début 2013, la même année qu'un film qui connait une carrière discrète, le drame Half of a Yellow Sun, qui lui permet pourtant de former un couple avec Chiwetel Ejiofor.
Malgré une réception très confidentielle, une seconde saison de Rogue est commandée pour l'année suivante. Mais cette fois, les audiences insuffisantes de ces 10 nouveaux épisodes en 2014 conduisent la chaîne à conclure le programme avec une troisième saison de quatre épisodes diffusés en juillet 2015.
L'actrice rebondit aussitôt vers une mini-série à prestige, The Slap, adaptation de la série australienne éponyme, qui marque beaucoup moins que cette dernière. Ce passage à la télévision s'avère enfin payant lorsque l'actrice est choisie pour rejoindre la distribution principale de l'attendue série dramatique de science-fiction Westworld, produite par J.J. Abrams, et adaptée du long-métrage éponyme du créateur de Urgences, Michael Crichton. Le programme est lancé fin 2016, et permet à l'actrice de s'imposer dans le rôle de Maeve Millay. Sa performance lui vaut aussitôt le Critics' Choice Awards en tant que meilleure actrice second rôle dans une série dramatique, ainsi que d'autres récompenses au fil des ans.

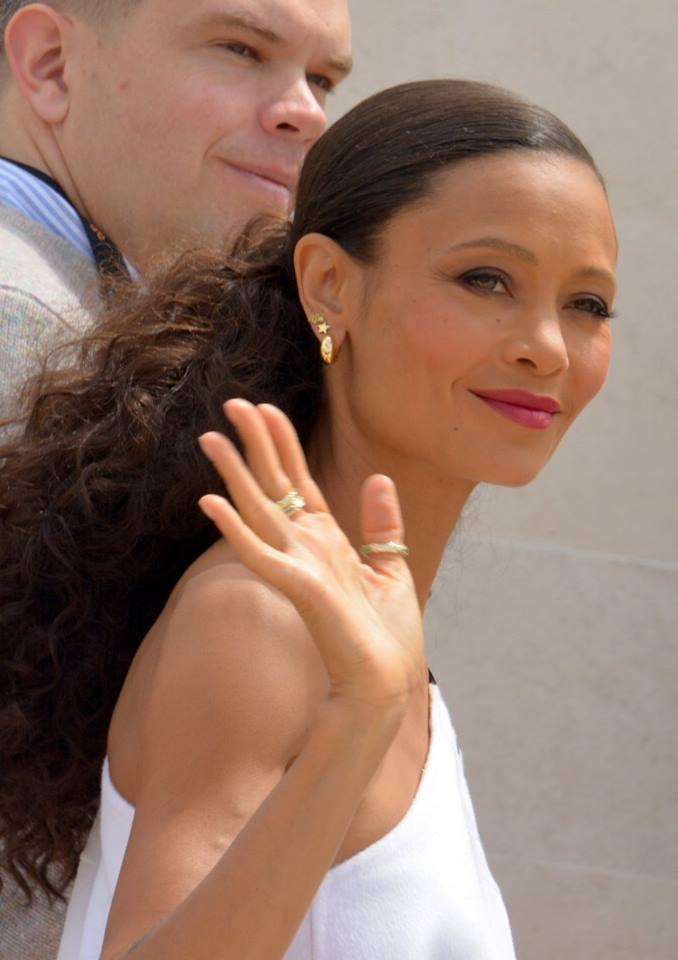
Au festival de Cannes 2018, pour la présentation de Ma vie avec John F. Donovan.

La série rencontre un franc succès critique et commerciale. Elle est notamment nommée pour trois Golden Globes, plébiscitée par les Emmy Awards et élue Meilleure série de science fiction lors des Saturn Awards 2017. La prestigieuse cérémonie des Critics' Choice Television Awards la considère comme la nouvelle série la plus excitante de l'année.
L'actrice est alors convoitée pour des projets attendus : elle tourne le drame Ma vie avec John F. Donovan, premier essai hollywoodien du jeune réalisateur canadien Xavier Dolan, et ce aux côtés de Kit Harington et Natalie Portman. Elle rejoint le casting du Solo: A Star Wars Story, un film dérivé de Star Wars consacré à la jeunesse de Han Solo. Elle donne aussi la réplique à l'oscarisée Charlize Theron dans la comédie Gringo.

### Vie privée
Thandiwe Newton a été mariée à l'écrivain anglais Ol Parker entre 1997 et 2022.
Ils ont eu trois enfants : deux filles Ripley née en 2000 et Nico née en 2004 et un fils, Booker Jombe, né le 3 mars 2014. Pour ses trois enfants, l'actrice choisit d'accoucher à domicile.
Elle est végétalienne et a été nommée « Végan la plus sexy de 2014 » par l'association PETA, au Royaume-Uni.
En 2013, Newton se joint à la manifestation One Billion Rising à Londres, pour la fin de la violence, pour la justice et l'égalité des sexes.
En 2016, l'actrice déclare avoir été victime d'abus sexuels lors d'une audition, à ses débuts. Elle n'hésite pas à prendre la parole, à plusieurs reprises, pour mentionner les abus subis par les femmes dans l'industrie hollywoodienne.

## Filmographie

### Cinéma

#### Longs métrages
- 1991 : Flirting de John Duigan : Thandiwe Adjewa
- 1993 : The Young Americans de Danny Cannon : Rachael Stevens
- 1994 : Loaded d'Anna Campion : Zita
- 1994 : Entretien avec un vampire (Interview with the Vampire) de Neil Jordan : Yvette
- 1995 : Jefferson à Paris (Jefferson in Paris) de James Ivory : Sally Hemings
- 1995 : The Journey of August King de John Duigan : Annalees
- 1996 : The Leading Man de John Duigan : Hilary Rule
- 1997 : Gridlock'd de Vondie Curtis-Hall : Barbara 'Cookie' Cook
- 1998 : Shandurai (Besieged) de Bernardo Bertolucci : Shandurai
- 1998 : Beloved de Jonathan Demme : Beloved
- 2000 : Mission impossible 2 (Mission: Impossible II) de John Woo : Nyah Nordoff-Hall
- 2000 : It Was an Accident de Metin Hüseyin : Noreen Hurlock
- 2002 : La Vérité sur Charlie (The Truth About Charlie) de Jonathan Demme : Regina Lambert
- 2003 : Les Maîtres du jeu (Shade) de Damian Nieman : Tiffany
- 2004 : Les Chroniques de Riddick (The Chronicles of Riddick) de David Twohy : Dame Vaako
- 2004 : Collision (Crash) de Paul Haggis : Christine Fayer
- 2006 : À la recherche du bonheur (The Pursuit of Happyness) de Gabriele Muccino : Linda Gardner
- 2007 : Norbit de Brian Robbins : Kate Thomas
- 2007 : Cours toujours Dennis (Run, Fat Boy, Run) de David Schwimmer : Libby
- 2008 : RocknRolla de Guy Ritchie : Stella
- 2008 : Un Anglais à New York (How to Lose Friends & Alienate People) de Robert B. Weide : elle-même
- 2008 : W. : L'Improbable Président (W.) d'Oliver Stone : Condoleezza Rice
- 2009 : 2012 de Roland Emmerich : Laura Wilson
- 2010 : Huge de Ben Miller : Kris
- 2010 : L'Empire des ombres (Vanishing on 7th Street) de Brad Anderson : Rosemary
- 2010 : Les Couleurs du destin (For colored girls) de Tyler Perry : Tangie
- 2011 : Retreat de Carl Tibbetts : Kate
- 2012 : Good Deeds de Tyler Perry : Lindsay Wakefield
- 2013 : Half of a Yellow Sun de Biyi Bandele : Olanna
- 2018 : Gringo de Nash Edgerton : Bonnie Soyinka
- 2018 : Ma vie avec John F. Donovan (The Death and Life of John F. Donovan) de Xavier Dolan : Audrey Newhouse
- 2018 : Solo: A Star Wars Story de Ron Howard : Val
- 2021 : Reminiscence de Lisa Joy : Emily "Watts" Sanders
- 2022 : Le Couteau par la lame (All the Old Knives) de Janus Metz Pedersen : Celia Harrison
- 2025 : Anaconda de Tom Gormican : Claire Simons

#### Courts métrages
- 2006 : The Interrogation of Leo and Lisa de Hamish Jenkinson : Mona Lisa

### Télévision

#### Séries télévisées
- 2003-2005 : Urgences : Kem Likasu, épouse du Dr. John Carter (saison 10 et 11, 13 épisodes)
- 2006 : American Dad! : Makeva (voix, saison 2, épisode 1)
- 2009 : Urgences : Kem Likasu, épouse du Dr. John Carter (saison 15, épisode 22)
- 2013-2015 : Rogue : Grace (3 saisons, 24 épisodes)
- 2015 : The Slap : Aisha (saison 1, 8 épisodes)
- 2017 : Line of Duty : Roz (saison 4, 6 épisodes)
- 2016-2022 : Westworld : Maeve Millay (28 épisodes)
- 2025 : Mercredi: docteur Fairburn

#### Téléfilms
- 1991 : Pirate Prince de Alan Horrox : Becky Newton
- 1997 : In Your Dreams de Simon Cellan Jones : Clare

#### Clip vidéo
- 2018 : Family Feud de Jay-Z et Beyoncé

### Productrice
- 2017 : Liyana d'Aaron Kopp et Amanda Kopp (documentaire d'animation)

## Distinctions

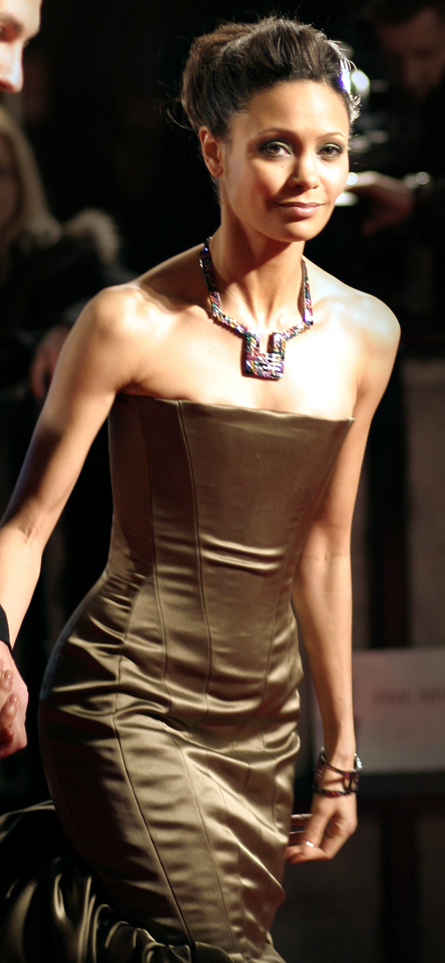
Sur le tapis rouge de la 60e cérémonie des British Academy Film Awards, en 2007, pour Collision.

Sauf indication contraire ou complémentaire, les informations mentionnées dans cette section proviennent de la base de données IMDb.

### Récompenses
- 2005 : Awards Circuit Community Awards de la meilleure distribution pour Collision partagée avec Sandra Bullock, Don Cheadle, Matt Dillon, Ludacris, Larenz Tate, Ryan Phillippe, Terrence Howard, Shaun Toub, Jennifer Esposito, Michael Peña, Brendan Fraser, William Fichtner, Nona Gaye et Loretta Devine
- 2005 : Festival du film de Hollywood de la meilleure distribution de l’année pour Collision partagée avec Matt Dillon, Terrence Howard, Ludacris, Sandra Bullock, Don Cheadle, Jennifer Esposito, William Fichtner, Brendan Fraser, Ryan Phillippe, Larenz Tate et Shaun Toub
- British Academy Film Awards 2006 : Meilleure actrice dans un second rôle pour Collision
- Critics' Choice Movie Awards 2006 : Meilleure distribution pour Collision partagée avec Brendan Fraser, Larenz Tate, Sandra Bullock, Ludacris, Matt Dillon, Ryan Phillippe, Terrence Howard, Jennifer Esposito, Don Cheadle et Shaun Toub
- Empire Awards 2006 : Meilleure actrice pour Collision
- 2006 : Gold Derby Awards de la meilleure distribution pour Collision partagée avec Ludacris, Sandra Bullock, Don Cheadle, Loretta Devine, Matt Dillon, Jennifer Esposito, William Fichtner, Brendan Fraser, Terrence Howard, Michael Peña, Ryan Phillippe, Larenz Tate et Shaun Toub
- 2006 : London Critics' Circle Film Awards de l’actrice britannique de l’année dans un second rôle pour Collision
- Screen Actors Guild Awards 2006 : Meilleure distribution pour Collision  partagée avec Ludacris, Sandra Bullock, Don Cheadle, Matt Dillon, Jennifer Esposito, William Fichtner, Brendan Fraser, Terrence Howard, Ryan Phillippe, Larenz Tate, Shaun Toub
- Critics' Choice Television Awards 2016 : Meilleure actrice dans un second rôle dans une série télévisée dramatique pour Westworld
- 2016 : IGN Summer Movie Awards de la meilleure actrice TV dans une série télévisée dramatique pour Westworld
- 2017 : Black Reel Awards for Television de la meilleure actrice dans un second rôle dans une série télévisée dramatique pour Westworld
- 2017 : Gold Derby Awards de la meilleure actrice dans un second rôle dans une série télévisée dramatique pour Westworld
- 2017 : Online Film & Television Association Awards de la meilleure actrice dans un second rôle dans une série télévisée dramatique pour Westworld
- Primetime Emmy Awards 2018 : Meilleure actrice dans un second rôle dans une série télévisée dramatique pour Westworld
- Critics' Choice Movie Awards 2019 : Meilleure actrice dans un second rôle dans une série télévisée dramatique pour Westworld
- 2020 : Black Reel Awards for Television de la meilleure actrice dans un second rôle dans une série télévisée dramatique pour Westworld
- Festival du cinéma américain de Deauville 2022 : Deauville Talent Award

### Nominations
- 1999 : NAACP Image Awards de la meilleure actrice dans un second rôle pour Beloved
- Satellite Awards 1999 : Meilleure actrice dans un second rôle pour Beloved
- 2000 : Black Reel Awards de la meilleure actrice pour Shandurai
- 2001 : Blockbuster Entertainment Awards de la révélation féminine préférée pour Mission impossible 2
- Empire Awards 2001 : Meilleure actrice britannique pour Mission impossible 2
- 2001 : NAACP Image Awards de la meilleure actrice dans un second rôle pour Mission impossible 2
- Razzie Awards 2001 : Pire actrice dans un second rôle pour Mission impossible 2
- 2003 : Black Reel Awards de la meilleure actrice pour La Vérité sur Charlie
- 2003 : NAACP Image Awards de la meilleure actrice pour La Vérité sur Charlie
- 2005 : Awards Circuit Community Awards de la meilleure actrice dans un second rôle pour Collision
- 2005 : Black Movie Awards de la meilleure actrice dans un second rôle pour Collision
- 2005 : Golden Schmoes Awards de la meilleure actrice dans un second rôle pour Collision
- 2005 : Gotham Independent Film Awards de la meilleure distribution pour Collision partagée avec Sandra Bullock, Don Cheadle, Matt Dillon, Jennifer Esposito, William Fichtner, Brendan Fraser, Terrence Howard, Ludacris, Ryan Phillippe, Larenz Tate, Nona Gaye, Michael Peña et Shaun Toub
- 2006 : BET Awards de la meilleure actrice pour Collision
- 2006 : Black Reel Awards de la meilleure actrice dans un second rôle pour Collision
- 2006 : Gold Derby Awards de la meilleure actrice dans un second rôle pour Collision
- 2006 : NAACP Image Awards de la meilleure actrice dans un second rôle pour Collision
- 2006 : International Online Cinema Awards de la meilleure actrice dans un second rôle pour Collision
- 2006 : Italian Online Movie Awards de la meilleure actrice dans un second rôle pour Collision
- 2007 : NAACP Image Awards de la meilleure actrice dans un second rôle pour À la recherche du bonheur
- 2011 : Black Reel Awards de la meilleure actrice pour Les Couleurs du destin
- National Film Awards 2015 : Meilleure actrice pour Half of a Yellow Sun
- 2017 : Gay and Lesbian Entertainment Critics Association (GALECA Awards) de la meilleure interprétation féminine à la télévision de l'année dans une série télévisée dramatique pour Westworld
- Golden Globes 2017 : Meilleure actrice dans un second rôle dans une série, une mini-série ou un téléfilm pour Westworld
- Primetime Emmy Awards 2017 : Meilleure actrice dans un second rôle dans une série télévisée dramatique pour Westworld
- Screen Actors Guild Awards 2017 :
  - Meilleure distribution pour une série télévisée dramatique pour Westworld partagée avec Ben Barnes, Ingrid Bolsø Berdal, Ed Harris, Luke Hemsworth, Anthony Hopkins, Sidse Babett Knudsen, James Marsden, Leonardo Nam, Talulah Riley, Rodrigo Santoro, Angela Sarafyan, Jimmi Simpson, Ptolemy Slocum, Evan Rachel Wood, Shannon Woodward et Jeffrey Wright
  - Meilleure actrice dans une série télévisée dramatique pour Westworld
- Saturn Awards 2017 : Meilleure actrice de télévision dans un second rôle dans une série télévisée dramatique pour Westworld
- British Academy Television Awards 2018 : Meilleure actrice dans une série télévisée dramatique pour Line of Duty
- 2018 : Black Reel Awards for Television de la meilleure actrice dans un second rôle dans une série télévisée dramatique pour Westworld
- 2018 : Broadcasting Press Guild Awards de la meilleure actrice dans une série télévisée dramatique pour Line of Duty
- 2018 : Gold Derby Awards de la meilleure actrice dramatique dans un second rôle dans une série télévisée dramatique pour Westworld
- 2018 : International Online Cinema Awards de la meilleure actrice dans un second rôle dans une série télévisée dramatique pour Westworld
- 2018 : Online Film & Television Association Awards de la meilleure actrice dans un second rôle dans une série télévisée dramatique pour Westworld
- 2018 : Royal Television Society Awards de la meilleure actrice dans une série télévisée dramatique pour Line of Duty
- Golden Globes 2019 : Meilleure actrice dans un second rôle dans une série, une mini-série ou un téléfilm pour Westworld
- 2019 : Gold Derby Awards de la meilleure actrice dramatique de la décade dans un second rôle dans une série télévisée dramatique pour Westworld
- NAACP Image Awards 2019 : Meilleure actrice dans un second rôle dans une série télévisée dramatique pour Westworld
- 2020 : CinEuphoria Awards (es) de la meilleure distribution pour Ma vie avec John F. Donovan partagée avec Kathy Bates, Michael Gambon, Emily Hampshire, Kit Harington, Amara Karan, Jared Keeso, Natalie Portman, Susan Sarandon, Ben Schnetzer, Jacob Tremblay et Chris Zylka
- 2020 : Online Film & Television Association Awards de la meilleure actrice dans un second rôle dans une série télévisée dramatique pour Westworld
- Primetime Emmy Awards 2020 : Meilleure actrice dans un second rôle dans une série télévisée dramatique pour Westworld
- 2021 : Critics' Choice Super Awards de la meilleure actrice de télévision dans un second rôle dans une série télévisée dramatique pour Westworld
- Saturn Awards 2021 : Meilleure actrice de télévision dans un second rôle dans une série télévisée dramatique pour Westworld

## Voix francophones
En France, Annie Milon est la voix régulière de Thandiwe Newton. Magaly Berdy l'a doublée à quatre reprises. 
Au Québec, elle est principalement doublée par Michèle Lituac. Nathalie Coupal l'a doublée à quatre reprises.